# بونیتاسور
بونیتاسور (نام علمی: Bonitasaura) نام یک سرده از زیرراسته سوسمارپاشکلان است. وی حدوداً 9 متر طول و 2/5 وتر ارتفاع داشت.